# Andreas Moser
Andreas Moser (ur. 29 listopada 1859 w Semlin, zm. 7 października 1925 w Berlinie) – niemiecki skrzypek, pedagog i muzykolog.

## Życiorys
Podstawy edukacji muzycznej odebrał u Friedricha Hegara w Zurychu. Następnie studiował architekturę i inżynierię w Stuttgarcie, porzucił jednak studia dla muzyki. W latach 1878–1883 uczył się gry na skrzypcach u Josepha Joachima w Berlinie. Od 1883 do 1884 roku pełnił funkcję koncertmistrza orkiestry w Mannheimie. Ze względu na postępujące problemy z ręką szybko zaprzestał występów jako skrzypek i poświęcił się pracy pedagogicznej. Od 1888 do 1925 roku wykładał w Hochschule für Musik w Berlinie.
Ceniony jako wykładowca gry na skrzypcach oraz autor prac o historii tego instrumentu. Był też autorem podręcznika napisanego wspólnie z Josephem Joachimem, któremu poświęcił także osobną monografię.
Jego synem był Hans Joachim Moser.

## Ważniejsze prace
(na podstawie materiałów źródłowych)
- Joseph Joachim, Ein Lebensbild (Berlin 1898, 5 wyd. zrewid. 1910)
- Violinschule, wspólnie z Josephem Joachimem (3 tomy, Berlin 1902–1905)
- Methode des Violinspiels (2 tomy, Lipsk 1920)
- Geschichte des Violinspiels (Berlin 1923)
- Technik des Violinspiels (2 tomy, Lipsk 1925)